# Rhodobryum huillense
Rhodobryum huillense là một loài Rêu trong họ Bryaceae. Loài này được (Welw. & Duby) Touw miêu tả khoa học đầu tiên năm 1978.